# Antonio Garofalo

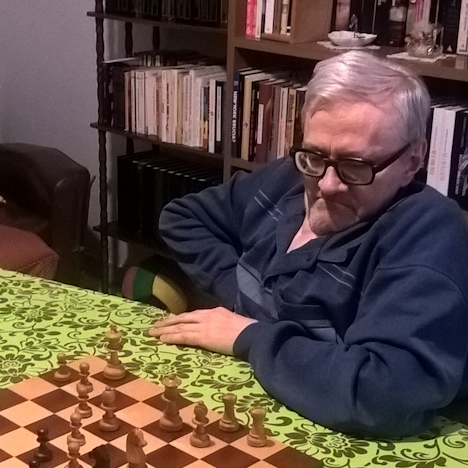
Antonio Garofalo nel 2017

Antonio Garofalo (Bari, 1952) è uno scacchista e compositore di scacchi italiano.

## Attività e riconoscimenti
Oltre alla sua attività di compositore (compone problemi diretti in due e tre mosse, e principalmente problemi di aiutomatto, eterodossi e proofgames), dal 1997 dirige e cura la rivista Best Problems, pubblicazione specialistica internazionale dedicata alla problemistica, con il sostegno dell’API – Associazione Problemistica Italiana, della quale è Direttore Tecnico e per la quale ha contribuito nel 2012 alla creazione del sistema PReMO per i titoli italiani di composizione scacchistica, insieme a Enzo Minerva. Collabora abitualmente con la rivista italiana di problemistica Sinfonie Scacchistiche in qualità di correttore di bozze e articolista.
Nel Campionato italiano di soluzione del 1979 si è classificato 1° ex aequo, condividendo il titolo con Rodolfo Riva.
Detiene il titolo di Giudice Internazionale FIDE dal 2007 per le categorie Matti in 2 mosse, Matti in 3 mosse e Aiutomatti.
Dal 2011 è Maestro Nazionale di Composizione Scacchistica, riconoscimento assegnato dall'Associazione Problemistica Italiana.
È stato Capitano della squadra nazionale in occasione dell'11° WCCT, in cui l'Italia si è classificata al 12° posto.